# Staatsformmerkmal
Staatsformmerkmal ist ein Begriff aus dem Staatsrecht und der Allgemeinen Staatslehre. Im deutschen Staatsrecht sind die Synonyme Staatsstrukturprinzip und verfassungsgestaltende Grundentscheidung gebräuchlicher. Staatsformmerkmale sind solche Merkmale, die die elementaren Wesenszüge des staatlichen Gemeinwesens definieren und die Staatsform in ihren Grundzügen bestimmen.

## Deutschland
Das Grundgesetz für die Bundesrepublik Deutschland regelt die folgenden Staatsformmerkmale in Art. 20 GG:
- Demokratie
- Republik
- Bundesstaat
- Sozialstaat
- Rechtsstaat

In den Worten des Bundesverfassungsgerichts: „Innerhalb der Ordnung des Grundgesetzes jedenfalls sind die Staatsstrukturprinzipien des Art. 20 GG, also die Demokratie, die Rechts- und die Sozialstaatlichkeit, die Republik, der Bundesstaat sowie die für die Achtung der Menschwürde unentbehrliche Substanz elementarer Grundrechte in ihrer prinzipiellen Qualität jeder Änderung entzogen.“
Demokratie- und Rechtsstaatsprinzip sind zugleich Teil der freiheitlichen demokratischen Grundordnung, nicht jedoch das Republik-, Bundesstaats- oder Sozialstaatsprinzip. Die Staatsstrukturprinzipien des Art. 20 GG sind durch die Ewigkeitsklausel geschützt, können im Grundgesetz nicht geändert werden. Jedoch wäre der Beschluss einer neuen Verfassung nach Art. 146 GG möglich, für den die Ewigkeitsklausel nicht gilt. 
Art. 28 Abs. 1 GG macht diese Grundsätze auch für die Länder verpflichtend (Prinzip der Verfassungshomogenität). Art. 23 Abs. 1 GG knüpft die Integrationsermächtigung der Europäischen Union daran, dass sie auf EU-Ebene gewährleistet sind. Die Staatsformmerkmale unterfallen der Ewigkeitsgarantie des Art. 79 Abs. 3 Var. 3 GG; d. h., sie können auch durch ein verfassungsänderndes Gesetz nicht modifiziert oder abgeschafft werden.